# Robert Buckland
Robert Buckland (ur. 22 września 1968 w Llanelli) – brytyjski prawnik (barrister) i polityk, członek Partii Konserwatywnej. W latach 2010–2024 był posłem do Izby Gmin z okręgu wyborczego South Swindon. W okresie od lipca 2019 do września 2021 zajmował stanowiska ministra sprawiedliwości i lorda kanclerza. Od 7 lipca do 25 października 2022 był ministrem ds. Walii.

## Życiorys
Pochodzi z Walii. Ukończył Old Road County Primary School, a następnie St. Michael’s School w Bryn. Ukończył studia prawnicze na Hatfield College (Durham University). W latach 1992–2010 pracował jako prawnik w Cardiff.
Aktywny w polityce od 1993 roku, kiedy to po raz pierwszy został wybrany radnym hrabstwa Dyfed. W 2005 kandydował do Izby Gmin z okręgu wyborczego Swindon South, przegrywając z kandydatką Partii Pracy, Anne Snelgrove. W 2010 roku został wybrany posłem w tymże okręgu. Uzyskał reelekcję w 2015, 2017 i 2019 roku.
24 czerwca 2019 objął stanowisko ministra sprawiedliwości Wielkiej Brytanii, które zajmował do rekonstrukcji gabinetu 15 września 2021. 7 lipca 2022 został powołany w skład gabinetu Rishiego Sunaka jako minister ds. Walli. to samo stanowisko zajmował w gabinecie Liz Truss.
W wyborach w 2024 nie uzyskał reelekcji, przegrywając z kandydatką Partii Pracy Heidi Alexander.